# Divize D 2010/2011
V soubojích 46. ročníku Moravskoslezské divize D 2010/11 (jedna ze skupin 4. fotbalové ligy) se utkalo 16 týmů každý s každým dvoukolovým systémem podzim–jaro. Tento ročník začal v sobotu 7. srpna 2010 úvodními pěti zápasy 1. kola a skončil v neděli 19. června 2011 zbývajícím zápasem 30. kola a celého ročníku (Vyškov – Sparta Brno 1:0).

## Nové týmy v sezoně 2010/11
- Z MSFL 2009/10 sestoupilo do Divize D mužstvo FC Dosta Bystrc-Kníničky.
- Z Přeboru Jihomoravského kraje 2009/10 postoupila mužstva TJ Sokol Tasovice (4. místo),[2] FC Sparta Brno (6. místo) a RSM Hodonín (13. místo), který zaujal místo odstoupivších Šardic.[3][4]
- Z Přeboru Vysočiny 2009/10 postoupilo vítězné mužstvo SFK Vrchovina.

## Kluby podle krajů
- Jihomoravský (7): FC Slovan Rosice, MFK Vyškov, RSM Hodonín, TJ Sokol Tasovice, FC Dosta Bystrc-Kníničky, FC Sparta Brno, FK APOS Blansko.
- Vysočina (5): FK Pelhřimov, HFK Třebíč, FC ŽĎAS Žďár nad Sázavou, FC Velké Meziříčí, SFK Vrchovina.
- Zlínský (3): FC Viktoria Otrokovice, TJ FS Napajedla, ČSK Uherský Brod.
- Olomoucký (1): TJ Sokol Konice.

## Konečná tabulka
Zdroj: 
| Poř. | Tým                          | Z  | V  | R  | P  | VG | OG | B  |
| ---- | ---------------------------- | -- | -- | -- | -- | -- | -- | -- |
| 1.   | FC Slovan Rosice             | 30 | 16 | 5  | 9  | 62 | 35 | 53 |
| 2.   | FC Viktoria Otrokovice       | 30 | 16 | 5  | 9  | 54 | 35 | 53 |
| 3.   | FK Pelhřimov                 | 30 | 15 | 7  | 8  | 60 | 44 | 52 |
| 4.   | MFK Vyškov                   | 30 | 14 | 8  | 8  | 44 | 27 | 50 |
| 5.   | RSM Hodonín (N)              | 30 | 14 | 7  | 9  | 55 | 37 | 49 |
| 6.   | HFK Třebíč                   | 30 | 11 | 14 | 5  | 44 | 31 | 47 |
| 7.   | FC ŽĎAS Žďár nad Sázavou     | 30 | 13 | 7  | 10 | 61 | 48 | 46 |
| 8.   | TJ Sokol Tasovice (N)        | 30 | 11 | 7  | 12 | 51 | 50 | 40 |
| 9.   | FC Velké Meziříčí            | 30 | 10 | 9  | 11 | 38 | 54 | 39 |
| 10.  | FC Dosta Bystrc-Kníničky (S) | 30 | 10 | 9  | 11 | 38 | 54 | 39 |
| 11.  | SFK Vrchovina (N)            | 30 | 10 | 8  | 12 | 26 | 30 | 38 |
| 12.  | FC Sparta Brno (N)           | 30 | 8  | 10 | 12 | 33 | 45 | 34 |
| 13.  | TJ FS Napajedla              | 30 | 7  | 11 | 12 | 43 | 50 | 32 |
| 14.  | ČSK Uherský Brod             | 30 | 7  | 7  | 16 | 28 | 55 | 28 |
| 15.  | FK APOS Blansko              | 30 | 7  | 7  | 16 | 31 | 58 | 28 |
| 16.  | TJ Sokol Konice              | 30 | 5  | 11 | 14 | 34 | 49 | 26 |

Poznámky:
- Z = Odehrané zápasy; V = Vítězství; R = Remízy; P = Prohry; VG = Vstřelené góly; OG = Obdržené góly; B = Body; (S) = Mužstvo sestoupivší z vyšší soutěže; (N) = Mužstvo postoupivší z nižší soutěže (nováček)
- O pořadí na 1. a 2. místě rozhodlo lepší skóre Rosic, bilance vzájemných zápasů byla vyrovnaná: Rosice - Otrokovice 3:2, Otrokovice - Rosice 2:1[5]
- O pořadí na 9. a 10. místě rozhodla bilance vzájemných zápasů: Velké Meziříčí - Bystrc 2:1, Bystrc - Velké Meziříčí 1:1[5]
- O pořadí na 14. a 15. místě rozhodla bilance vzájemných zápasů: Uherský Brod - Blansko 2:0, Blansko - Uherský Brod 1:1[5]
- SK Rostex Vyškov se během zimní přestávky přejmenoval na MFK Vyškov.

|  | Postup do MSFL 2011/12                         |
|  | Sestup do Přeboru Jihomoravského kraje 2011/12 |
|  | Sestup do Přeboru Zlínského kraje 2011/12      |
|  | Sestup do Přeboru Olomouckého kraje 2011/12    |